# Jacob Gentry
Pour les articles homonymes, voir Gentry (homonymie).
Jacob Gentry, né le 5 avril 1977 à Nashville (Tennessee), est un réalisateur, monteur et scénariste américain.

## Filmographie partielle

### Comme réalisateur
- 2004 : Last Goodbye
- 2007 : The Signal
- 2009 : My Super Psycho Sweet 16 (TV)
- 2010 : My Super Psycho Sweet 16: Part 2 (TV)
- 2012 : My Super Psycho Sweet 16: Part 3 (TV)
- 2013 : Broken Bells After the Disco
- 2015 : Synchronicity
- 2015 : Night Sky (post-production)